# 川島明
川島 明（かわしま あきら、1979年〈昭和54年〉2月3日 - ）は、日本のお笑いタレント、俳優、司会者。お笑いコンビ・麒麟のボケ、ネタ作り担当。相方は田村裕。京都府宇治市出身。吉本興業所属。身長179 cm、体重65 kg。血液型はAB型。既婚。『R-1ぐらんぷり2010』ファイナリスト。

## 略歴
- 1997年10月、NSC大阪校に20期生として入学。1999年、同期の田村裕とコンビ「麒麟」を結成する。
- 2001年、第1回『M-1グランプリ』で決勝進出、知名度を上げた。その後もM-1では出場8回中5回決勝に進出した。
- 2007年、田村が「ホームレス中学生」を出版して反響を呼び、田村のピンでの活動が増加。川島の出演は大きく減った。
- 2008年、『アメトーーク!』の企画「中学の時イケてないグループに属していた芸人」の第1回に出演[3]。この企画は人気を博し、その後も続編が作られた。
- 2010年、『R-1ぐらんぷり2010』に川島が初出場。決勝に進出したことでピンでの実力が認知される（最終結果は4位）。
- 2011年、『アメトーーク!』の「企画プレゼン大会」に出演[4]。川島の考案した企画が1位と2位を獲得し、ブレイクのきっかけとなる[5]。
- 2015年9月29日、一般女性との結婚を発表[6]。2016年3月8日に挙式[7]。
- 2016年11月放送の第16回『IPPONグランプリ』で優勝（1度目の参加は一般予選「IPPAN」を通過して出場し、2度目の参加で優勝）。川島がピンでメジャーな大会に優勝するのは初めてだった。
- 2017年7月20日、第1子となる女児の誕生を報告した。
- 2020年8月13日、ラジオ『DAYS』で、第2子となる男児の誕生を報告した。
- 2021年3月29日、『ラヴィット!』にて自身初の帯番組MCに就任した。
- 2021年12月放送の第26回『IPPONグランプリ』で、2度目の優勝。
- 2023年12月、ニホンモニター調べの「2023年テレビ番組出演本数ランキング」で、自身初の1位となった[8]。
- 2025年2月28日、ORICON NEWS「第17回 好きな司会者ランキング」で初の1位[9]。

## 人物
- 2人兄弟の次男。
- 書道五段を取得している。自動車の運転免許は取得していない。
- 名字が同じである先輩のくっきー!（野性爆弾）からは「明」と呼ばれている。
- 同期の本坊元児（ソラシド）とは無二の親友。
- 低音ボイスが特徴的で、所謂「良い声」をしている。2010年の『R-1ぐらんぷり』（関西テレビ）決勝でも声を活かした「色々な事を良い声で言う」ネタを披露し、4位に。ネタでは冒頭で川島がマイクに近付き良い声で「麒麟です」と自己紹介するのが定番となっており、コンビの代名詞とも言えるツカミとなっている。そのインパクトの強さから、様々な芸人にまねされることも多かった。田村にこのツカミを奪われ顔を顰めることもあった。ネタをシメる際には前屈をするかの如く深々とお辞儀をする。
- 細かい声帯模写も得意とする。代表的な例として箸箱をスライドさせる音、馬の嘶き、心臓の鼓動、風の音、靴音、iPodの音漏れ、『ワニワニパニック』などを忠実に再現できる。また上記にもあるように低い声が特徴のため、太った人を連想させる声も出せる。更に高音も発声できるため、ボイスチェンジャーを通した声などもできる。
- 「よしもと男前ランキング」では一時期上位の常連であった[注 1]。
- 2007年8月21日放送の『お笑い芸人歌がうまい王座決定戦スペシャル』（フジテレビ）第9回大会ではコンビで初出場したものの、1回戦から準決勝まで全て川島のみが歌って決勝に進出。フットボールアワーとの決勝では田村だけで歌ってしまったのが災いし、優勝を逃した[注 2]。
- 『アメトーーク!』（テレビ朝日）では、「運動神経悪い芸人」「先輩に誘ってもらえない芸人」「学生時代イケてないグループに属していた芸人」などネガティブな回に呼ばれることが多い。
  - 中学から高校までサッカー部に所属していたが、田村とは対照的に運動神経は悪い[10]。
- 2007年頃から眞鍋かをりと交際していたが、2011年に破局。しばらくして眞鍋が吉井和哉（THE YELLOW MONKEY）との結婚を発表した際には、自身のTwitterで眞鍋への祝福を込めたと思われる短歌を詠み上げていた[11]。
- 最も尊敬する先輩として井上聡（次長課長）を挙げている。また、バッファロー吾郎A（バッファロー吾郎）を「心の師匠」としており「この方がいなければ僕はお笑いをやっていなかった」とブログ内で綴っていた[12]。
- 昔から可愛がっている後輩に天津飯大郎（天津）、ネゴシックス、若井おさむ、ムーディ勝山がおり[13]、『ラヴィット!』で仲良くなった後輩たちとは区別して純正川島軍団と呼んでいる[14]。
- 深夜のテレビしか出ていなかった時期、テレビ局でタクシー待ちをしていたところ有田哲平（くりぃむしちゅー）に遭遇。「たぶん次、川島くんだから」とそこで言われた言葉を励みに、小さな仕事にも全力で取り組んでいったという[15]。
- かつては極度の人見知りで楽屋でも芸人の会話には参加せず1人でいることが多かったものの、山崎弘也（アンタッチャブル）の影響で周囲と積極的に話すようになっている[16]。
- ボストンテリアを飼っており、名前は「松風」[注 3]。
- 制作サイドにとって期待通りの仕事を卒なくこなす優等生として、博多大吉（博多華丸・大吉）と共に「上品芸人」と称される。
- 『秘密のケンミンSHOW 極』（日本テレビ）に出演時、初めて付き合った女性が大阪出身であったことと彼女と泊まった際のエピソードを披露した。夜に「じゃあ寝ようか」と電気を消し、そのまま布団の中で何もしなかったところしばらくして彼女に電気をつけられ、「ほんまに寝るやつがどこにおるねん!」と怒られたという。
- テレビドラマや映画への出演など、俳優としても活動している。日本のアニメーション草創期を描いた2019年放送のテレビドラマ『なつぞら』においては、東映動画（現・東映アニメーション）・Aプロダクション（現・シンエイ動画）などで長年アニメーター・キャラクターデザイナーを務めた大塚康生がモデルの警察官出身アニメーター・下山克己役を演じた。
- 競馬やテレビゲームを嗜み[1]、それらに関する出演経験・番組も多い。特に競馬は自身がMCを務める番組（『KEIBA BEAT』）で度々馬券を的中させるため、「カリスマ馬券師」と呼ばれている。番組中における予想は基本的に人気の高い馬の中から軸馬を1頭選び、相手には実力馬だけでなく人気薄の馬の中からもレース適性や好材料などから好走が期待できる穴馬も含めた数頭を紐に選んで馬連で買うスタイルを中心とし、時折馬単マルチや3連複を選ぶ場合もある。2021年度の実績では放送31回のうち15回的中（うち本命に推した馬は馬連または馬単マルチが1着7回・2着7回、3連複が3着1回入線）しており、的中率は5割近い。
- 漫画好きでもあり、好きな漫画は『ねえ、ぴよちゃん』[17]。
- 野球においては読売ジャイアンツファンであり、『ラヴィット!』（TBSテレビ）での共演が多い大原優一（ダンビラムーチョ）、大鶴肥満（ママタルト）、LEO（BE:FIRST）と「巨人の話をするだけ」のLINEグループが存在している。
- アイドルグループはi-dle、櫻坂46のファン。
  - i-dleは自身初めての「推し」経験で、2024年夏に行われた日本でのライブに田村真子・宇賀神メグ（共にTBSアナウンサー）と訪れた際、ライブグッズを大量に購入していたほど。2025年3月31日放送の『ラヴィット!』でサプライズ登場した際には倒れ込み、「網膜に映るのが申し訳ない!」と叫んだ[18]。2025年春に行われるイベント「ASEA 2025」において(G)I-DLEと櫻坂46が共演すると分かった際には、自身のInstagramのストーリーズで「気絶する」と投稿した。
  - 櫻坂46は『ラヴィット!』で複数のメンバーと共演したことをきっかけに『4th ARENA TOUR 2024 新・櫻前線 -Go on back?-』の東京ドーム公演に『ラヴィット!』で共演する田村真子、きりやはるか（ぼる塾）と共に鑑賞。女性アイドルのライブが初めてだった上にパフォーマンスに度肝を抜かれた結果、『川島明 そもそもの話』（TOKYO FM）でゲストで登場した武元唯衣に対して「2時間くらい口開いたままだった」と発言している。その後、元メンバーの菅井友香と『麒麟川島 楽屋馬なし』（関西テレビ）で共演した際にも「櫻坂にハマってるんですよ」と発言。2025年2月3日放送の『ラヴィット!』で行われた自身と田村真子の誕生日企画にて、サプライズで『Buddies』を披露した際にも「スマホの充電無くなるまでTVerで見たいと思います」とコメントした。

## 賞レース成績・受賞歴など
- 2010年 R-1ぐらんぷり2010 決勝4位
- 2022年 LINE NEWS AWARDS 2022 話題の人賞 芸人・タレント部門[19]

## 出演

### テレビバラエティ

#### レギュラー番組
現在
- ウワサのお客さま（フジテレビ、2019年10月25日 - ） - MC[20]
- 川島・山内のマンガ沼（読売テレビ、2021年1月10日 - ）[21]
- ラヴィット!（TBS、2021年3月29日 - ） - MC[22][23]
  - 夜明けのラヴィット!（TBS、2023年4月15日 - ） - MC
- サンデーPUSHスポーツ（日本テレビ、2022年3月20日 - ） - MC[24]
- ベスコングルメ（TBS、2022年10月2日 - ） - 週替わりMC
- 開演まで30秒!THEパニックGP（日本テレビ、2024年1月14日 - ）- 審査員
- 麒麟川島 楽屋馬なし（関西テレビ、2025年4月3日 - ）

準レギュラー・不定期
- アメトーーク!（テレビ朝日）
- 水曜日のダウンタウン（TBSテレビ）- プレゼンター・パネラー
- ニノさん（日本テレビ、2017年12月17日 - ）- 進行（準レギュラー）
- テレビ千鳥（テレビ朝日、2019年4月4日 - ）
- 週刊さんまとマツコ（TBSテレビ、2021年9月12日 - ） - 進行プレゼンター[注 4]

過去の出演番組
- フットンダ（中京テレビ、2009年4月 - 2014年3月） - 準レギュラー
- KEIBA BEAT（関西テレビ、2010年1月10日 - 2022年6月26日）- 準レギュラーコメンテーター→MC
- 面白い八人。→面白い八人。延長戦（フジテレビONE、2011年 - 2012年） - レギュラー
- なまうま（フジテレビ、2012年1月7日 - 12月22日） - 準レギュラー
- うまズキッ!（フジテレビ、2013年1月6日 - 2016年12月25日） - 準レギュラー
- 七人のコント侍（NHK BSプレミアム、2013年6 - 8月 / 2014年8 - 11月 / 2015年10月 - 12月） - 2期・7期・11期レギュラー
- 坂上忍の成長マン!!（テレビ朝日、2014年4月 - 11月） - 準レギュラー
- ニッポン元気計画! 眠れるスター目覚ましバラエティ“ハックツベリー”（テレビ東京、2014年4月19日 - 2015年9月26日）
- くりぃむクイズ ミラクル9（テレビ朝日、2014年5月 - 2015年7月） - 準レギュラー
- リトルトーキョーライブ 〜みんなで作るいっぱいいっぱい生放送〜（テレビ東京、2014年10月8日 - 2015年6月24日） - 毎週水曜日パペット「どりやん」の声
- 雨上がりの「Aさんの話」〜事情通に聞きました!〜（朝日放送テレビ） - 準レギュラー
- 直撃LIVE グッディ!（フジテレビ、2015年3月 - 2018年3月30日） - 日替わりパネラーとして毎週木曜日出演
- メッセンジャーの○○は大丈夫なのか?（毎日放送） - 準レギュラー
- 魔女に言われたい夜 〜正直過ぎる品定め〜（フジテレビ、2015年4月13日 - 2023年9月25日）- MC
- リトルトーキョーライフ（テレビ東京、2015年7月1日 - 2019年9月26日） - レギュラー
- 採用!フリップNEWS（中京テレビ、2016年10月4日 - 2018年9月25日） - レギュラー
- Notte Biahca なつかれたい男たち（BSフジ、2016年12月28日 - 2017年3月9日）
- ウダ馬なし（関西テレビ、2018年3月30日 - 2025年3月27日）
- 林修のニッポンドリル（フジテレビ、2018年4月25日 - 2023年9月13日）- 生徒（準レギュラー→レギュラー[注 5]）
- この人に逢わせて喜ばせたい!逢喜利（中京テレビ、2018年10月2日 - 2019年3月26日） - レギュラー
- BACK TO SCHOOL!（フジテレビ、2019年10月30日 - 2020年3月11日） - MC[注 6]
- しくじり先生 俺みたいになるな!!（テレビ朝日、2019年11月1日 - 2021年2月15日） - 先生[25]
- ヒルナンデス!（日本テレビ、2019年12月 - 2020年1月31日）- 2019年12月・2020年1月金曜シーズンレギュラー
- 鎮まれ!もったいないオバケちゃん（読売テレビ、2020年7月18日 - 10月17日） - MC
- シブヤノオト（NHK総合、2021年4月3日 - 2022年3月19日） - 司会[26]
- 麒麟川島の馬いい話。（関西テレビ、2021年4月 - 2023年3月）
- 歌ネタゴングSHOW 爆笑!ターンテーブル（TBS、2021年4月11日 - 6月13日） - 審査員
- 100%!アピールちゃん（毎日放送、2021年10月11日 - 2022年8月22日） - MC[27]
- 出動!バクダン処理班（日本テレビ、2022年2月5日 - 19日）
- 月曜の蛙、大海を知る。（毎日放送、2022年10月24日 - 2023年3月13日） - MC
- 推しといつまでも（毎日放送、2023年4月17日 - 9月4日）- MC
- 川島明の芸能界㊙通信簿（フジテレビ、2023年4月15日 - 9月16日） - MC・冠番組
- あなたはどれに当てはまる?スター★性格診断SHOW（TBS、2023年4月26日 - 7月4日）- MC
- 『発表!ウチの県の大事ケン』〜1時間まるごと◯◯県TV〜（TBS、2023年7月17日 - 9月25日）- MC
- 編成王川島（NHK総合、2025年4月2日 - 6月18日）- NHK特命編集部GM

#### 特番
現在
- 女芸人No.1決定戦 THE W（日本テレビ、2020年12月14日 - ）- 審査員
- オールスター感謝祭（TBS、2021年3月27日 - ）- 23春は総合優勝・優勝後も23秋:6位・24秋:3位、25春:2位と好成績を収めている。
- お笑いオムニバスGP（フジテレビ、2021年5月9日 - ）- 司会
- クイズ!イレイサー（日本テレビ、2022年8月7日）- MC
  - クイズ!国民一斉調査（日本テレビ、2022年9月15日 - ）- MC
- 麒麟川島&ミルクボーイの有馬記念イチバン総選挙（関西テレビ、2023年12月17日）- MC[28]
  - 麒麟川島&ミルクボーイの日本ダービーイチバン総選挙（関西テレビ、2024年5月19日）- MC[29]
  - 麒麟川島のイチバングランプリ 俺たちに有馬記念をしゃべらせろ!（関西テレビ、2024年12月15日）- MC
- さんま・玉緒のお年玉あんたの夢をかなえたろかスペシャル（TBS、2024年1月3日 - ）
- 川島明の辞書で呑む（テレビ東京、2024年1月4日 - ）- MC
- 新ドラマ大集合! THE BET（フジテレビ、2024年6月24日 - ）- MC[30]
  - 好き嫌いダウト最弱王決定戦（フジテレビ、2025年5月24日）- MC
- 国民的〇〇の祭典!（フジテレビ、2024年7月13日 - ）- MC[31][32][33]

過去
- 日本で一番早いお笑いバトル!フットンダ王決定戦（中京テレビ、2012年1月1日 - 2020年1月1日） - 回答者→審査員
- 2012年ダマされてタマるか?（NHK総合、2012年1月8日） - MC
- 大阪ゲーム荘（毎日放送、2012年12月7日 - 2020年3月24日）
- ゲーム王（キング）（朝日放送、2012年12月15日 - 2016年10月16日） - MC
- ミニ四駆選手権2013（テレビ東京、2013年7月15日） - MC
- ゴッドタン新春SP 芸人マジ歌選手権（テレビ東京、2014年1月4日 - 2017年1月4日）- 審査員
- 使えるアプリバラエティー あぷり娘（中京テレビ、2014年10月4日） - MC
- 志村けんのゲーム王国（TBS、2015年5月6日） - フランケン 役（天の声）[34]
- IPPONグランプリ（フジテレビ、2016年6月11日 - 2024年2月3日） - 第16回・26回大会優勝・第17回・29回大会準優勝
- 競馬BEATスペシャル 〜麒麟・川島はじめて凱旋門賞観戦記〜（関西テレビ、2016年10月11日）
- ドバイワールドカップ（フジテレビ、2018年3月31日・2019年3月31日） - MC
- ディノス特番（フジテレビ）
  - オンナのビューティーあるある総選挙〜厳選アイテムで女子力UPせよ〜（2018年6月30日）
  - プロがうなった厳選アイテム（2019年2月23日）
  - ヒデ&川島明のアイテムマスター（2020年6月27日 - 2022年7月9日） - MC
  - ヒデ・川島のイチ推し オブ・ザ・イヤー（2022年1月15日） - MC
  - 川島明の胸キュンアイテムお持ちしました!!（2022年3月5日） - MC[35]
- ネクストブレイク「天才のシロクロード 〜アレがあるから今がある〜」（日本テレビ、2018年8月5日） - MC
- ファミリープロレス!仮面ライダービルドもビックリ必殺技大集合SP（テレビ朝日、2018年8月19日） - プレゼンター
- コトバサマのいうとおり（関西テレビ、2018年9月17日・2019年3月23日）
- 麒麟・川島のハッシュタグバトルツアー（読売テレビ、2018年9月18日 - 2021年3月20日）- MC
- 侵入!カワシマ☆エージェンシー（関西テレビ、2018年10月1日）- 社長
- 婚活SOS!だからあなたは結婚できない 駆け込み結婚相談所（テレビ朝日、2018年10月25日 - 2019年3月16日） - MC
- 第2企画工場「あなたの動画、売りませんか?」（テレビ朝日、2018年12月5日・12日） - MC
- 最高の最下位（読売テレビ、2018年12月27日 - 2021年6月17日） - MC
- ウワサのお客さま（フジテレビ、2019年1月6日・4月26日）- MC
- 境界調査バラエティー ニッポンのワケメ（NHK総合、2019年3月26日）- MC
- ENGEIグランドスラム（フジテレビ、2019年3月30日 - 2022年5月28日）- スペシャル企画MC
- メルカリバトルバラエティ 金のうぶ声（読売テレビ、2019年8月5日） - MC
- 川島大悟言いがかり提案します 〜世の中もっと良くしませんか?〜（関西テレビ、2019年8月11日 - 2021年1月5日）- MC
- 発見!クレドCLUB仰天ルールで大成功しちゃったYO!（朝日放送、2019年8月15日） - 司会
- 男と女の幸せってなんだ?（関西テレビ、2019年10月8日） - MC
- FNS27時間テレビ にほんのスポーツは強いっ!（フジテレビ、2019年11月2日）- 「さんまのお笑い向上委員会」に池江泰郎の扮装をし出演。
  - FNS27時間テレビ 鬼笑い祭（フジテレビ、2023年7月23日）- 「真夜中のお笑いレンチャン〜笑いがバカスカクラシック〜」進行&お笑いレフェリー
- M-1グランプリ2019（朝日放送、2019年12月22日）- 決勝戦会場リポーター
- 駆け込み婚活パーティー 〜こじらせ男女はマッチングできる?〜（テレビ朝日、2020年1月29日 - 2月5日） - MC
- 日曜ビッグバラエティ「緊急出動!ニッポンを守る特殊部隊SP」（テレビ東京、2020年2月2日） - MC
- 麒麟・川島明のあおもりPR講座（青森朝日放送、2020年3月1日）
- 1円TV 〜世の中を1円分で切り取ってみました〜（関西テレビ、2020年3月2日） - MC
- クイズ!穴埋めニッポンガイド（フジテレビ、2020年3月31日） - MC
- 歌ネタゴングSHOW 爆笑!ターンテーブル（TBS、2020年4月4日 - 12月27日）- 審査員
- 「麒麟がくる」までお待ちください 戦国大河ドラマ名場面スペシャル（NHK総合、2020年6月14日 - 7月12日） - MC
- 水曜NEXT!（フジテレビ）
  - 普通に見てきてくれませんか?（2020年11月5日・12日） - MC
  - オモシロダブルス（2021年2月25日・3月4日）- MC
- オリジナルラフ（フジテレビ、2020年11月14日 - 2021年5月7日） - MC
- 超お宝映像で振り返る M-1ランキング（朝日放送、2020年12月13日・2021年12月12日） - MC（21年のみ）
- YES/NOで謎を解け!思し込み脱出ミステリー（朝日放送、2020年12月13日） - 執事
- ＃お正月おじさん（東海テレビ、2021年1月4日） - MC
- 土曜☆ブレイク（TBS）
  - 図鑑で伝えるニュース（2021年2月13日） - MC
  - ものまねトラベラー!勝手にただいま（2022年7月2日）- MC
- 日本を元気に!スマイルサプライズ!（BS日テレ、2021年2月28日）- MC[36]
- この10分動画の続編、見たいんですか?（関西テレビ、2021年3月1日） - MC
- 流行り乗っかりバラエティ!!にわかの庭（東海テレビ、2021年3月19日）- MC[37]
- 万年2番手だった麒麟川島が転生したら千鳥おぎやはぎ山里を従えるメインMCだった件（テレビ東京、2021年3月22日） - MC
- 里帰り代行します!（TBS、2021年5月16日・9月26日） - 進行→MC
- 麒麟川島明のクイズで発見!ニューノーマル北海道（北海道放送、2021年5月29日） - MC
- こんな入口→まさかの出口!!（テレビ朝日、2021年9月26日） - MC
- サンバリュ（日本テレビ）
  - ハマる!動画テイスティングTVコスループ（2021年10月10日） - MC
  - 今日から日本人になります!（2023年8月20日）- MC[38]
  - キャラ渋滞系旅バラエティー 渋滞で行こう!（2023年11月19日・2024年4月28日）- MC[39][40]
  - もしも法律が作れたら?（2023年11月26日）- MC
  - 芸能人が転生したら…◯◯だった件（2024年9月29日）- MC[41]
  - スター発掘バラエティー あとは見つかるだけ（2024年10月6日）- MC[42]
- クイズ!ドゴノゴハン 〜舌から学ぶニッポン〜（関西テレビ、2021年12月12日・2022年9月27日）- MC
- VSリアルガチ最強生物（TBS、2021年12月14日） - サブMC
- 深夜に呪術廻戦好きが集まったら愛が溢れすぎたTV（毎日放送、2021年12月20日） - MC[43]
- 笑って年越したい!!笑う大晦日（日本テレビ、2021年12月31日 - 2022年1月1日） - MC[44]
- ナレーションガチャ 〜その通りにできるかな?〜（テレビ朝日、2022年1月2日） - MC
- ワンチャンあり!?キングオブスクール（読売テレビ、2022年1月6日 - 6月30日） - MC[45]
- 開演まで30秒!THEパニックGP（日本テレビ、2022年1月30日 - 12月30日）- 審査員
- レギュラー番組の道「魔女のイチゲキ!世界たとえコトバ大辞典」（NHK BSプレミアム、2022年3月4日・11日）- 司会
- 開店!有名人デパート（フジテレビ、2022年3月24日）- 有名人デパート支配人[46]
- 知ってるところは早送り（テレビ朝日、2022年4月3日・4月10日） - MC[47]
- テレビギャング（日本テレビ、2022年4月24日 - 2023年2月19日）- MC
- 四大化計画 〜世界は3つで語れない〜（NHK総合、2022年4月30日 - 2023年11月23日）- 審議員
- あなたがここの主ですか?（TBS、2022年6月4日） - MC
- 解禁コネコネクラブ（日本テレビ、2022年6月23日） - MC
- 妄想会計（テレビ朝日、2022年6月24日） - MC
- これって分かりますよ…ね?オークション（テレビ朝日、2022年8月6日） - MC
- ダウンタウンvsZ世代（日本テレビ、2022年8月13日 - 2023年8月12日）- 昭和世代代表
- あのとき告っていればどうなった?! （日本テレビ、2022年8月30日） - MC
- もしも回転寿司で頼んだ一皿を芸能人が作ってみたら…!?（毎日放送、2022年9月12日） - MC
- 新装回転!ハナシ寿司（日本テレビ、2022年10月29日 - 2023年12月30日）- MC
- 妄想サミット（テレビ朝日、2022年11月12日）- MC[48]
- 川島明の芸能界㊙通信簿（フジテレビ、2022年11月26日・2023年2月11日）- MC
- モクバラナイト「つづきましてコンボ!」（TBS、2022年12月22日・29日）- MC
- カワシマの穴（2022年12月26日 - 2023年9月24日、日本テレビ）- MC
- Z世代声優が選ぶ!昭和アニメのスゴイ声優50人はこれだ!人気アニメの超お宝映像とともに大発表SP（テレビ朝日、2023年1月4日）- MC[49]
- 『発表!ウチの県の大事ケン』〜1時間まるごと◯◯県TV〜（TBS、2023年2月16日 - 6月27日）- MC
- 川島明のええ声晩餐会（テレビ東京、2023年3月6日・6月5日）[50]
- 推しが我が家にやってくる。（毎日放送、2023年3月20日）- MC
- シンデレラ男子（フジテレビ、2023年4月29日）- MC[51]
- 麒麟川島のウマおもろいグランプリ京都大笑典（関西テレビ、2023年4月30日）- MC
- 実験ジャパン（TBS、2023年5月13日・27日）- MC[52][53]
- お笑いエスポワール号（TBS、2023年6月22日 - 2024年1月4日）- 主催者マスターK
- 日曜劇場「VIVANT」祭り! 第1部 緊急生放送SP（TBS、2023年9月10日）- MC[54]
- 100クエスチョン（日本テレビ、2023年9月10日・2024年2月4日）- MC[55]
- 超人アキラ（フジテレビ、2023年9月23日） - MC
- お笑いの日（TBS、2023年10月21日・2024年10月12日）- 「ラヴィット!」MC→審査員
- 1分以内に爆笑を起こせ THE ドッカン王（フジテレビ、2023年11月25日）- MC[56]
- ただいま!望郷グルメ ふるさと思い出す(秘)絶品グルメ…食べに帰りませんか?（テレビ東京、2023年12月30日）- MC[57]
- 楽する!家事マジカル（フジテレビ、2024年1月5日）- MC[58]
  - 忖度ギライな芸能人夫婦と川島明のオシドリジャッジ（フジテレビ、2024年5月23日）- MC[59]
- 川島人形代わりにやってあげる（フジテレビ、2024年1月5日）- 川島人形[60]
- あなたをネタに引き出します（フジテレビ、2024年2月9日）- MC[61]
- 藤子・F・不二雄生誕90周年特別番組「『好き』から生まれた藤子・F・不二雄の世界」（テレビ朝日、2024年2月18日）- MC[62]
- 編成王川島（NHK総合、2024年3月22日・8月12日）- NHKバラエティ特命編成部GM
- 川島二宮のタミゴエ（フジテレビ、2024年5月25日・11月9日）- MC[63]
- 別に知らんでええねんけど…（読売テレビ、2024年6月27日）- MC[64]
- 川島、ココヲ特定セヨ（テレビ東京、2024年7月27日）- 特定班[65]
- さんまさん!ここで問題です ～解答者・明石家さんまVSクイズさん～（テレビ東京、2024年8月29日）- 出題者
- アナタは知らない…ギョーカイ知名度100%?さん（静岡放送、2024年9月1日）- MC[66]
- 究極の2択SHOW!THEハイ&ロー（TBS、2024年9月15日）- MC[67]
- 麒麟・川島 ソラシド・本坊の夏休み!〜山形おもてなしジャーニー（テレビュー山形、2024年9月18日）[68]
- ギブミーキャッチコピー 〜名付けよ!未来のスターたち〜（日本テレビ、2024年10月7日）- MC[69]
- 人生を変えた!天才番付SHOW（TBS、2024年10月27日・2025年4月17日）- MC[70]
- 充電20%旅 〜ギリギリスマホジャーニー〜（中京テレビ、2024年11月23日・30日）- MC[71]
- 川島明の潜入!レッドカード（フジテレビ、2025年3月1日）- ジャッジマン
- 麒麟川島軍団で旅に行くならどやさ! 紫式部が繋いだ3つのゆかりの地（BSよしもと、2025年3月23日）- MC
- 川島・藤原のピーチクパーチク探検隊（フジテレビ、2025年3月30日）- MC
- 麒麟川島のクイズdeダービー（関西テレビ、2025年5月18日）- MC[72]
- バカ正直におジャマします ピュアにニッポン社会科見学（テレビ東京、2025年6月7日）- MC
- 早口言葉日本一決定戦 極舌（日本テレビ、2025年6月29日）- コミッショナー[73]
- 気になるアレの縁(エン)ドロール（テレビ朝日、2025年7月4日）- MC
- 芸能人大解剖!!!●●のデータ全部取る（日本テレビ、2025年8月9日）- MC
- 放送100年 スポーツ名場面 真夏の大逆転スペシャル（NHK総合、2025年8月21日）- 司会

### ラジオ
現在のレギュラーラジオ出演
- 川島明のねごと（TBSラジオ、2021年4月4日 - ） - MC
- 川島明 そもそもの話（TOKYO FM・JFN系列[注 7]、2023年10月7日 - ）

過去のレギュラーラジオ出演
- すっぴん! （NHKラジオ第一、2014年4月3日 - 2020年3月12日） - 木曜パーソナリティー
- ハガキ職人のウタゲ （NHKラジオ第一、2012年11月(#1)・2013年4月29日(#2)・2013年9月23日(#3)・2014年5月6日(#4)・2015年5月5日(#5)） - 司会 ※不定期放送
- ひらめけ!ゲーム「想像と言葉」（NHKラジオ第一）※不定期放送
- SUBARU Wonderful Journey 〜土曜日のエウレカ〜（TOKYO FM・JFN系列、2020年10月 - 2023年9月）

### ウェブテレビ
- 椎名ぴかりんのヤッてみるニュース（AbemaTV、2016年10月7日 - 2017年6月30日） - MC[74]
- 【全日本○○グラドルコンテスト】アビリティ（AbemaTV、2018年11月4日 - 2019年3月31日） - MC
- THE 10ミニッツ!〜今しか見られない極上10分ネタSP〜（FANY Online Ticket、2022年3月11日）- MC[75]
- THE 10ミニッツ!NEXT（FANY Online Ticket、2022年7月29日）- MC[76]
- THE 10ミニッツ!〜渾身の10分ネタ祭り、再び!（FANY Online Ticket、2022年11月11日）- MC[77]

### 映画
- 日常〜恋の声〜（エス・エス・エム、2007年2月3日）
- 走り屋ZERO II（ジョリー・ロジャー、2009年6月20日）
- 人形芸人 ドント&ノット（エス・エス・エム、2009年7月25日）※声の出演
- げんげ（2013年10月19日） - 平原拓哉 役
- 仮面ライダー×スーパー戦隊 超スーパーヒーロー大戦（東映、2017年3月25日） - MC 役 ※声の出演
- うちの弟どもがすみません（松竹、2024年12月6日） - 成田勲 役[78]

### テレビドラマ
- 24時間あたためますか?〜疾風怒涛コンビニ伝〜「第3章 恋するコンビニ」（日本テレビ、2008年3月15日） - 今泉の彼氏 役
- 連続テレビ小説（NHK総合）
  - つばさ（2009年） - ベッカム一郎 役
  - なつぞら（2019年4月1月 - 9月28日） - 下山克己 役[79]
- 初めて恋をした日に読む話（TBS、2019年1月16日） - 安田 役

### テレビアニメ
- オンエアできない!（2022年、BSテレ東） - ナレーション[80]
- キン肉マン 完璧超人始祖編（2024年、TBS系列 他） - ビッグ・ザ・武道 / ネプチューン・キング 役[81]

### 劇場アニメ
- 劇場版 七つの大罪 光に呪われし者たち（東映、2021年7月2日） - 魔神 役[82]

### CM
- 資生堂「uno ふくだけ洗顔シート」（2006年）
- 日本ケンタッキーフライドチキン ガーリックペッパーチキン「WANTED篇」（2007年3月）
- ソニー・コンピュータエンタテインメント「モンスターハンターポータブル2ndG」（2008年3月）
- 日本コカ・コーラ「ジョージア エンブレムブラック」（2008年）舘ひろしと共演
- 任天堂
  - 「ファイアーエムブレム」（2010年7月） 仲里依紗と共演[83]。
  - パイロットウイングスリゾート（2011年4月）[84]
- カプコン「モンスターハンター4」（2013年8月）[85]
- キリンビール「KIRIN本搾りチューハイ」（2020年6月16日 WebCM）[86]
- 森永乳業「PARM」（2020年8月3日 WebCM）- 仲里依紗と共演
- Video BRAIN 「部長 川島明」編（2021年5月10日）[87]
- LINEポケットマネー（2021年10月29日 - ）[88] イワクラと共演
- ガスト 「【ガストでファミ飲み♪】何杯飲んでも一杯99円！」篇（2021年12月9日）[89]
- ミツカン
  - 「ごま豆乳鍋つゆ」（2022年9月30日 - ）- 神田愛花、宮舘涼太と共演。
  - 「かおりの蔵」（2023年9月22日 - ）
- 大塚食品「マンナンヒカリ」（2023年 - ）
- パーソルワークスイッチコンサルティング（2023年10月16日 - ）
- 秀光ビルド（2023年11月6日 - 2024年）
- はるやま商事「フレッシャーズ」（2024年1月20日 - ）- 桜田ひよりと共演[90]。
- menu
  - 恋愛ドラマ篇、取り調べ篇、訓練兵篇 （2024年3月1日 - ）森川葵と共演[91]※佐久間宣行制作
  - 夏の恋篇、デスゲーム篇、ボクサー篇（2024年8月23日 - ） - 山下美月と共演[92]※佐久間宣行制作
- ジャパネットたかた「夏のエアコン祭り」（2024年） - 国分太一と共演。
- ウェザーニューズ「お天気アプリ ウェザーニュース」（2024年）[93]
- ナイアンティック・カプコン「モンスターハンターNow」（2024年12月 - ） - 井上聡、白石麻衣、青木マッチョと共演。

## 作品

### DVD
- 麒麟川島単独ライブ「雨降る夜」（2010年7月21日発売、よしもとアール・アンド・シー）

### 書籍
- うつむきくん（2014年11月5日発売、双葉社、ISBN 978-4-575-30776-4）
- #麒麟川島のタグ大喜利（2020年5月25日発売、宝島社、ISBN 978-4-8002-9770-9）
- ぼくをつくった50のゲームたち（2020年9月16日発売、文藝春秋、ISBN 978-4-1639-1258-5）

### キャラクターデザイン
- NHKみんなのうた「ビーフストロガノフ」（2014年2月 - 3月）
- 桃太郎電鉄2017 たちあがれ日本!!
- 桃太郎電鉄 〜昭和 平成 令和も定番!〜
  - 登場キャラクターの一人「おせきはん」のキャラクターデザインを担当。

### 楽曲
- コンピレーション・アルバム『SLENDERIE ideal』（2020年10月28日）収録
  - where are you（作詞：神田沙也加、作曲：堂島孝平、編曲：冨田謙）
  - 若者のすべて（作詞・作曲：志村正彦、編曲：PARKGOLF）

#### アルバム
|     | 発売日        | タイトル | 規格 | 収録曲 | 備考 |
| --- | ------------- | -------- | ---- | --- | --- |
| 1st | 2025年5月28日 | アメノヒ | CD   | 全8曲 1. D Breeze ［作詞：松浦大樹 / 作曲：高橋啓泰 / 編曲：She Her Her Hers］ 2. こんなふうに ［作詞・作曲・編曲：Le Makeup］ 3. Time Line ［作詞：とまそん / 作曲：高橋啓泰 / 編曲：She Her Her Hers］ 4. 夜明けの歌 ［作詞・作曲：大江千里 / 編曲：冨田謙］ 5. where are you ［作詞：神田沙也加 / 作曲：堂島孝平 / 編曲：冨田謙］ 6. 若者のすべて ［作詞・作曲：志村正彦 / 編曲：PARK GOLF］ 7. 欠けた月の夜 ［作詞：森戸太陽 / 作曲・編曲：中崎英也］ 8. Stay Blue ［作詞・作曲：堂島孝平 / 編曲：斉藤伸也］ | 2025年2月26日より「D Breeze」が先行配信。また「Time Line」にはゲストボーカルとして川島がレギュラーMCを務める番組「ラヴィット!」で共演している俳優の横田真悠が参加している。同楽曲は同年4月9日に先行配信。 |

## ライブ
- 2009年
  - 2月25日 - 麒麟川島ソロライブ「雨降る夜」（恵比寿・エコー劇場/東京）
  - 5月8日 - 川島明単独ライブ「雨降る夜〜第弐夜〜」（恵比寿エコー劇場/東京）
  - 6月11日 - 川島明ネタライブ「ささない傘」（京橋花月/大阪）
  - 10月6日 - 麒麟川島ソロライブ「雨降る夜〜第参夜〜」（恵比寿・エコー劇場/東京）
- 2010年
  - 3月6日 - 麒麟川島ソロライブ「雨降る夜〜the Best〜」（恵比寿・エコー劇場/東京）
  - 8月8日 - 麒麟川島単独ライブ「綺麗な漬物」（恵比寿・エコー劇場/東京）